# Maldà
Maldà là một đô thị trong tỉnh Lleida, cộng đồng tự trị Cataluña Tây Ban Nha. Đô thị Maldà có diện tích là 31,3 ki-lô-mét vuông, dân số năm 2009 là 258 người với mật độ 8,54 người/km². Đô thị Maldà có cự ly km so với tỉnh lỵ Lleida.